# Novo Sarajevo
Novo Sarajevo (v srbské cyrilici Ново Сарајево) je jednou z administrativních oblastí hlavního města Bosny a Hercegoviny, Sarajeva. 

## Geografie
Nové Sarajevo (jak zní jeho oficiální název) je vymezeno na západě místními částmi Čengić vila, řekou Miljackou, svahy Hrasna, na jihu hranicí s Republikou srbskou a místní částí Vraca; na východě židovským hřbitovem, lokalitou Marijin dvor, nádražím a místní částí Koševo. Severní hranici tvoří přirozený okraj města Sarajeva u vrcholu Hum. Nové Sarajevo protíná bosenskou metropoli od severu k jihu. 

## Historie
Tato místní část vznikla v období prudkého rozvoje bosenské metropole v 50. až 70. letech 20. století. Město sevřené hlubokým údolím řeky Miljacky mohlo růst pouze směrem na západ do jejího údolí. Od Marijinog dvora, kde se růst města zastavil v období Rakousko-uherské nadvlády a meziválečné Jugoslávie, byly vybudovány čtyřproudé třídy a nově navržené bloky vyplněny panelovými domy. Místní část Grbavica, která je rovněž součástí Nového Sarajeva, však byla vybudována již v 50. letech 20. století. Panelová výstavba v podobě výškových budov byla nakonec realizována na obou březích řeky Miljacky a na obou stranách od hlavní osy, kterou tvoří ulice Zmaja od Bosne. Do vypuknutí války v 90. letech 20. století byla celá oblast současného Nového Sarajeva prakticky zastavěna. Nové Sarajevo se tak zařadilo vedle Nového Bělehradu a Nového Záhřebu mezi mamutí sídliště tehdejších největších měst socialistické Jugoslávie.
Ze správního hlediska se Nové Sarajevo stalo samostatnou općinou v roce 1977 v souvislosti s administrativní reorganizací města.
Kromě rozsáhlých obytných souborů se na území Nového Sarajeva nacházely i různé průmyslové podniky, které patřily k hlavním zaměstnavatelům na území města. Po válce však byly do značné míry zničeny. Mezi úřední budovy, které byly v této části města zřízeny, patřila např. i centrála pošty a telekomunikací (PTT).
Do vypuknutí války bylo území místní části općiny Novo Sarajevo o celkové rozloze 47,6 km². Po skončení války bylo 75 % méně osídlené části Nového Sarajeva dáno v souladu s Daytonskou dohodou Republice srbské, kde byla ustanovena nová opština s názvem Nové Východní Sarajevo (srbsky Novo Istočno Sarajevo. Díky tomu se tak původní část města v údolí řeky Miljacky stala nejhustěji osídlenou správní jednotkou na území Bosny a Hercegoviny. Během konfliktu právě skrz Nové Sarajevo vstoupila Vojska Republiky srbské nejblíže k centrální části města a k řece Miljacce; ještě před tím zde docházelo k častému přepadání policejních stanic maskovanými milicemi a vláda republiky Bosny a Hercegoviny zde rychle ztratila kontrolu nad bezpečnostním aparátem.

## Památky/Zajímavá místa

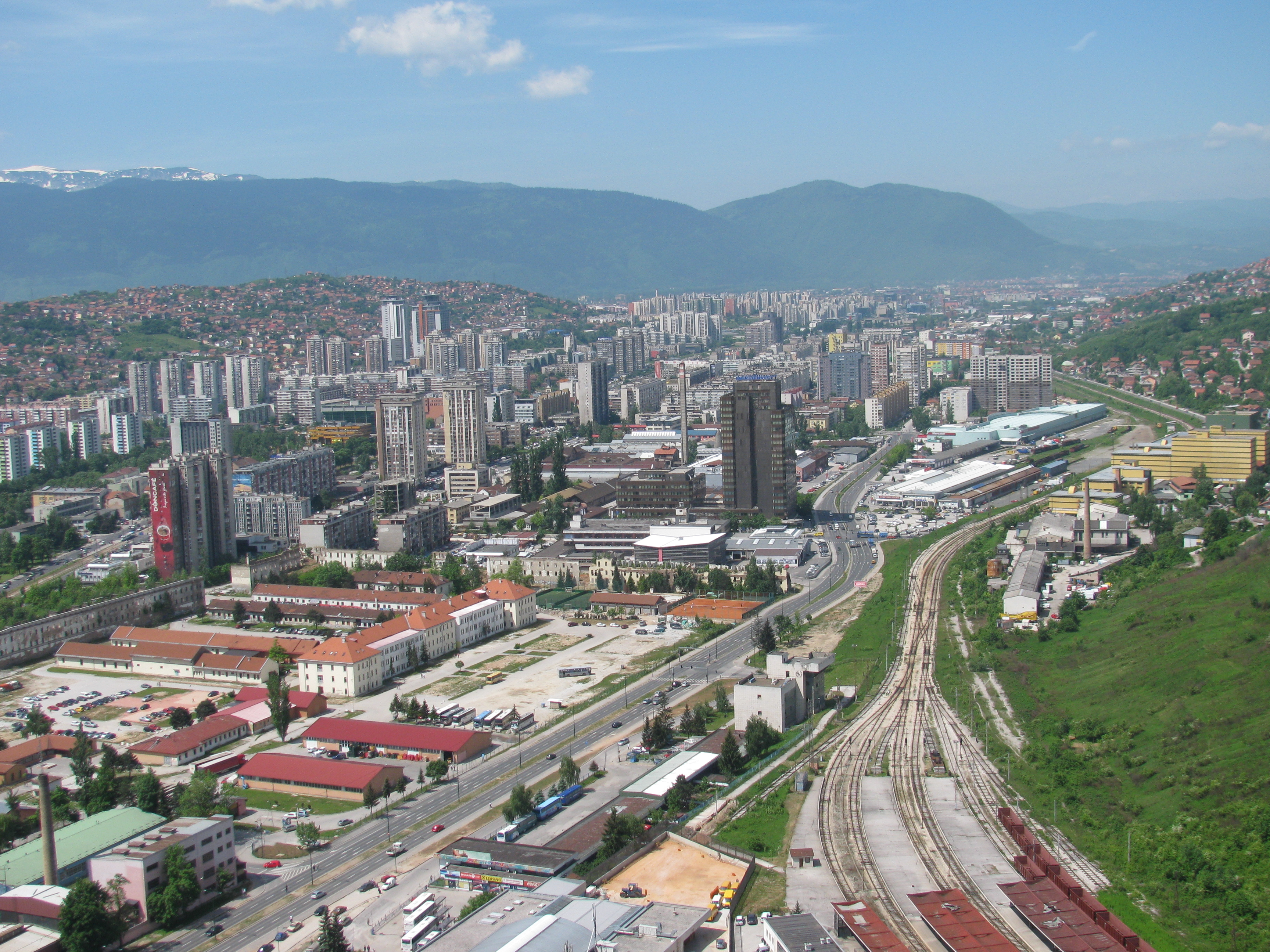
Pohled na Nové Sarajevo od místního nádraží.

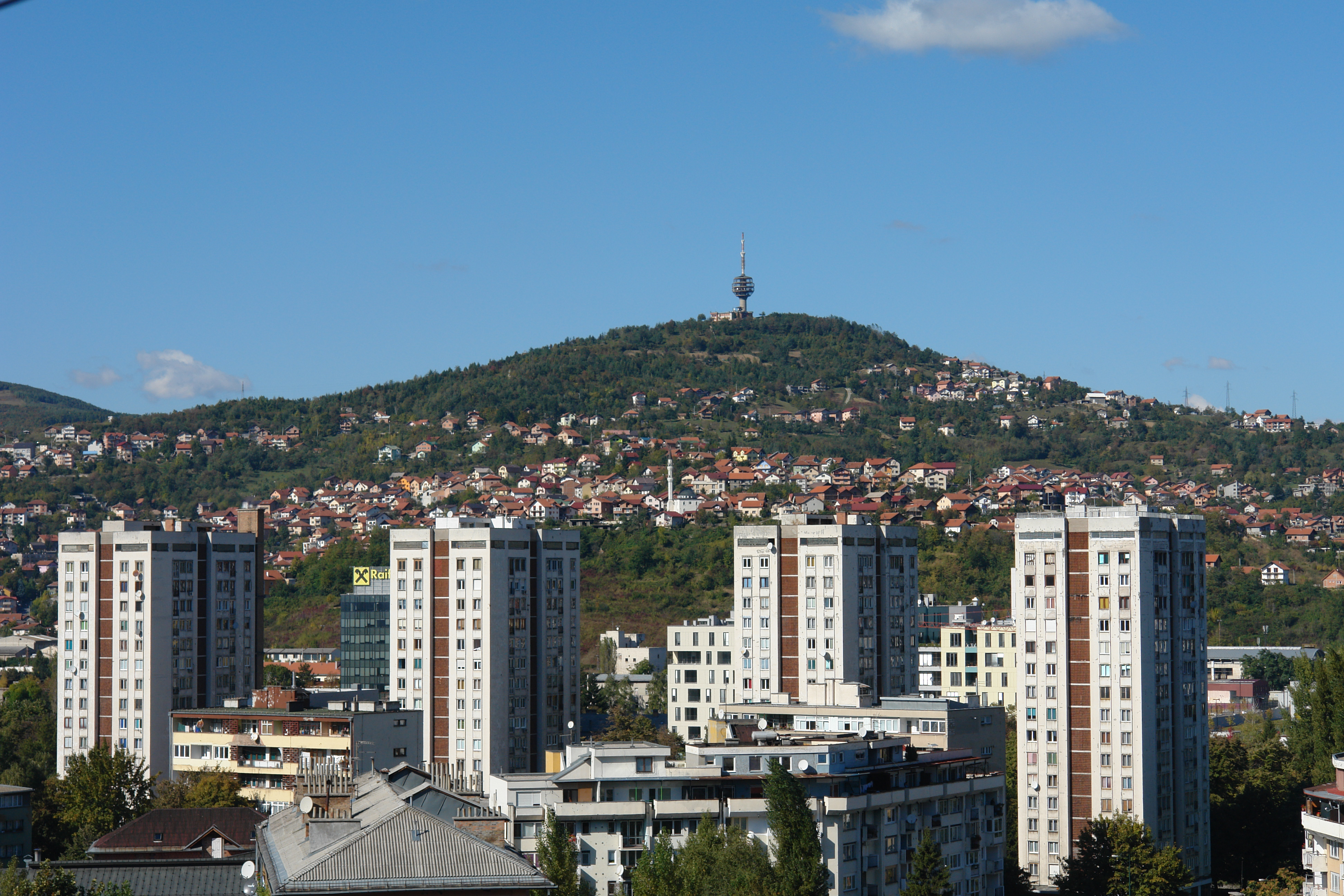
Výškové budovy Nového Sarajeva.

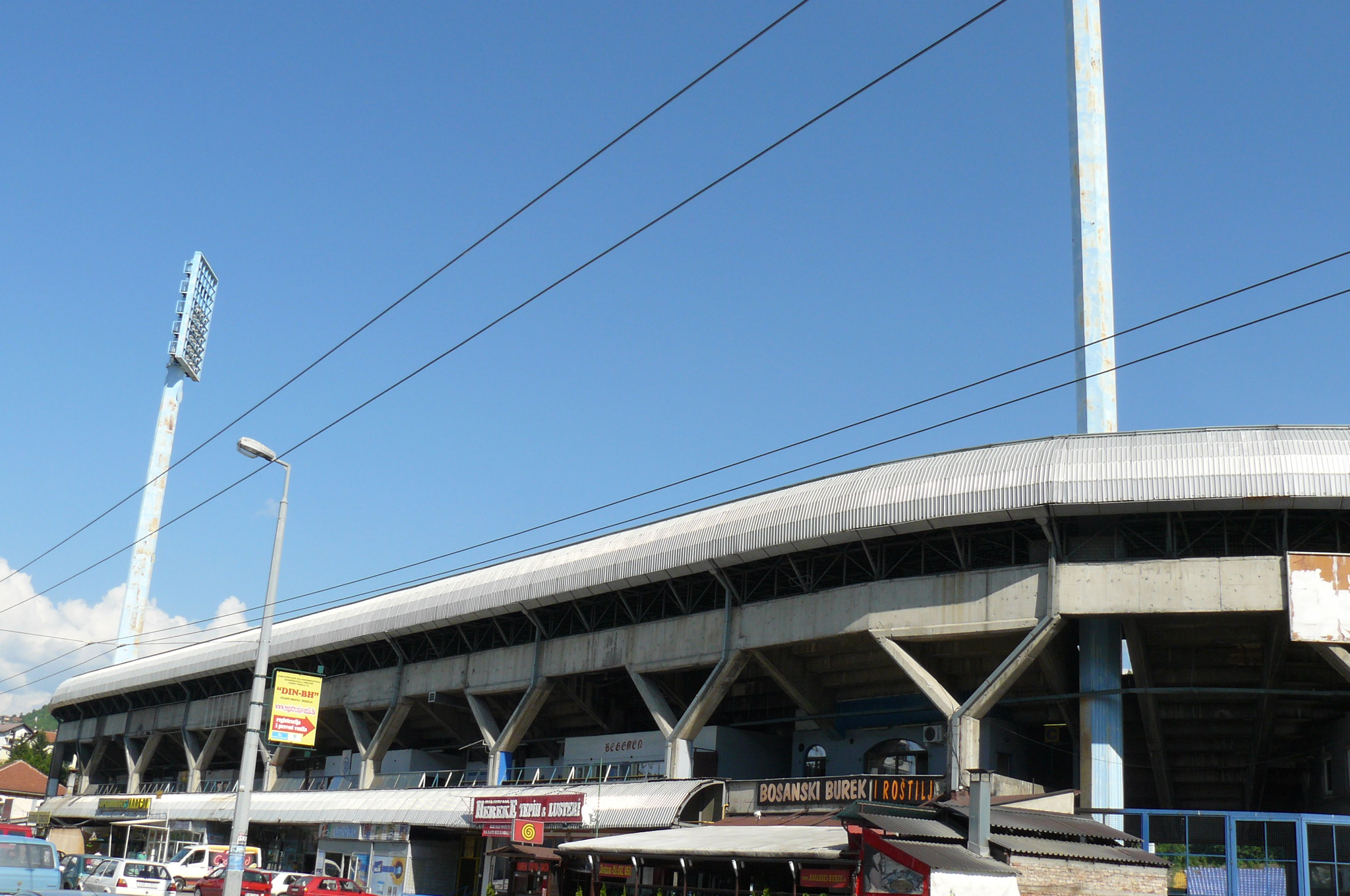
Stadion Grbavica.

Na území Nového Sarajeva se nachází řada zajímavých staveb, resp. kulturních památek:
- Zemské muzeum (Sarajevo) (Zemaljski muzej Bosne i Hercegovine)
- Historické muzeum Bosny a Hercegoviny (Historijski Muzej Bosne i Hercegovine)
- Vilsonovo šetalište, promenáda okolo řeky Miljacky
- Most Suady a Olgy, připomínající památku prvních obětí obléhání Sarajeva
- Kostel Proměnění Páně (Crkva svetog Preobraženja)
- park Hum a telekomunikační věž Hum Tower (Predajnik Hum)
- Stadion Grbavica, hlavní stadion pro tým FK Željezničar
- kampus Univerzity v Sarajevu
- Bosmal City Center (Bosmalov gradski centar)
- Avaz Twist Tower,  mrakodrap v Sarajevu
- Velvyslanectví Spojených států amerických v Sarajevu (Embassy of the United States, Sarajevo)
- Hlavní nádraží (železniční i autobusové)
- Židovský hřbitov v Sarajevu (Jevrejsko groblje u Sarajevu)

## Obyvatelstvo
V roce 2013 bylo v rámci sčítání lidu napočítáno na území općiny Novo Sarajevo celkem 64 814 lidí, z nichž 74,34 % se přihlásilo k bosňácké národnosti, 7,15 % k chorvatské a 5,24 % k srbské. 13,24 % se přihlásilo k ostatním národnostem. 